# Fritz Pfuhle
Fritz August Pfuhle (* 5. März 1878 in Berlin; † 11. Dezember 1969 in Hamburg) war ein deutscher Kunstmaler und Hochschullehrer in Danzig. Bekannt wurde er als Porträtist und für seine Pferdebilder.

## Leben
Pfuhle, vom Vater eigentlich für den Beruf des Architekten bestimmt, zeigte schon als Gymnasiast zeichnerisches Talent. Als Schüler der sechsten Klasse des Gymnasiums erlangte er als Kopist historischer Gemälde Aufmerksamkeit. Er zeigte sein Talent in Skizzen von Pferden, die er während seiner Urlaubsreisen nach Pommern schuf. 1895 erhielt er ersten Unterricht bei Otto Eckmann, der damals an der Unterrichtsanstalt des Berliner Kunstgewerbemuseums lehrte und ein Hauptvertreter des deutschen Jugendstils war. Später setzte er seine Studien an der Kunstakademie in Dresden fort. 1903 ließ er sich wieder in seiner Geburtsstadt Berlin nieder und wurde 1905 zum Lehrer an der Kunstgewerbeschule in Charlottenburg ernannt. Dort lernte er seine zukünftige Frau Iren Witt kennen, die Tochter eines Chemieprofessors, die ihn auch als Model inspirierte. Schon 1909 hat das Wallraf-Richartz-Museum in Köln das Ölbild "Die Mutter" von Pfuhle erworben. 1910 wurde er als Professor für Malerei an die Technische Hochschule in Danzig berufen und wirkte hier bis 1930. Für den damals noch jungen Künstler eröffnete die Professur in Danzig neue Möglichkeiten. Er richtete sein Atelier hoch auf dem Dachboden des Hochschulgebäudes ein, mit Blick bis Neufahrwasser und hinaus auf das Meer. Seine Hauptsujets waren Porträts, Akte und vor allem Pferde. Er führte Studienreisen nach Dänemark, Schweden und Norwegen durch und fand Inspiration insbesondere in der Kopenhagener Schule. Das elegante, zurückhaltende Interieur von Vilhelm Hammershøi und der erhabene Stil in den Porträts von Laurits Tuxen beeindruckten und beeinflussten Pfuhle. 1914 entwarf er die weithin beachteten Buntglasfenster der Neuen evangelische Kirche im Stadtbezirk Oliva von Danzig.
Zu seinen bekanntesten Schülern zählten die Architekten Wilhelm Ohm und Richard Tüngel sowie die Expressionisten Ernst Oldenburg, Erich A. Klauck und Heinrich Graf Luckner. Weitere Schüler waren die Maler bzw. Bildhauer Fritz Heidingsfeld, Manfred Kandt, Wolfram Claviez, Susanne Eisendieck, Anni Spetzler und Julius Karl Zellmann. Günter Grass hat bei ihm am Model zeichnen gelernt, da Pfuhl in den 1940er Jahren Abendkurse für Amateure gab. 
Auf der Großen Deutschen Kunstausstellung 1938 wurde ein Bild von ihm gezeigt. Pfuhle stand 1944 in der Gottbegnadeten-Liste des Reichsministeriums für Volksaufklärung und Propaganda.
Pfuhle wurde im Januar 1945 mit seiner Frau Irene und zwei Töchtern auf der Deutschland evakuiert.
Er lebte nach dem Krieg in Reinbek bei Hamburg.

## Auszeichnungen
- 1939: Gaukulturpreis Danzig